# Metacharis lucius
Metacharis lucius är en fjärilsart som beskrevs av Fabricius 1793. Metacharis lucius ingår i släktet Metacharis och familjen Riodinidae. Inga underarter finns listade i Catalogue of Life.